# هنري بريل
هنري بريل (بالإنجليزية: Henry Brill)‏ هو طبيب نفسي أمريكي، ولد في 6 أكتوبر 1906، وتوفي في 17 يونيو 1990.